# Pixel 7
O Pixel 7 e o Pixel 7 Pro são um par de smartphones Android projetados, desenvolvidos e comercializados pelo Google como parte da linha de produtos Google Pixel. Eles servem como sucessores do Pixel 6 e Pixel 6 Pro, respectivamente. Os telefones foram visualizados pela primeira vez em maio de 2022, durante a palestra do Google I/O. Eles são alimentados pelo chip Google Tensor de segunda geração e apresentam um design semelhante ao da série Pixel 6. Eles foram enviados com o Android 13.
O Pixel 7 e o Pixel 7 Pro foram anunciados oficialmente em 6 de outubro de 2022, no evento anual Made by Google, e lançados nos Estados Unidos em 13 de outubro.

## História
O Pixel 7 e o Pixel 7 Pro foram visualizados pelo Google em 11 de maio de 2022, durante a palestra de abertura do Google I/O de 2022. Durante a palestra, a empresa confirmou que os telefones apresentariam o sistema em chip (SoC) Google Tensor de segunda geração, que estava em desenvolvimento em outubro de 2021. Os telemóveis foram aprovados pela Federal Communications Commission (FCC) em agosto de 2022. O Google anunciou oficialmente os telefones em 6 de outubro de 2022, juntamente com o smartwatch Pixel Watch, no evento anual Made by Google, e ficou disponível em 17 países em 13 de outubro. Uma parte dos telefones foi fabricada pela Foxconn no Vietnã, transferindo a produção do sul da China. O Google solicitou aproximadamente oito milhões de unidades do Pixel 7 de fornecedores, com o objetivo de dobrar seus números de vendas. Durante o evento de lançamento, o Google também anunciou as capas oficiais dos telefones, que ficaram disponíveis para pré-encomenda no mesmo dia com três opções de cores para cada telefone. As pré-encomendas dos telefones começaram no mesmo dia do anúncio.